# Tethina omanensis
Tethina omanensis är en tvåvingeart som beskrevs av Lorenzo Munari 2007. Tethina omanensis ingår i släktet Tethina och familjen Canacidae.
Artens utbredningsområde är Oman. Inga underarter finns listade i Catalogue of Life.